# Klaudia (męczennica)
Św. Klaudia (zm. ok. 310) – męczennica wczesnochrześcijańska, święta Kościoła prawosławnego i katolickiego.

## Życie
Została aresztowana w mieście Amizos (obecnie Samsun) za panowania cesarza rzymskiego Galeriusza . W trakcie przesłuchania przyznała się, że jest chrześcijanką, a władcę nazwała nieludzkim tyranem. Za to została skazana na okrutne tortury. Została obnażona, bita pałkami, obcięto jej piersi, a jej ciało strugano aż do kości ostrymi narzędziami. Gdy straciła siły, wrzucono ją żywcem do rozpalonego pieca, gdzie oddała ostatnie tchnienie. Razem z nią zginęły: Aleksandra z Galacji, Eufrazja, Matrona, Julianna, Eutymia oraz Teodozja.
Święta Klaudia w ikonografii jest przedstawiana w towarzystwie jej towarzyszek męczeństwa. Kobiety różnią się tylko kolorem szat. Jest czczona w bizantyńskim kręgu kulturowym.
Jej wspomnienie obchodzone jest 20 marca/2 kwietnia, tj. 2 kwietnia według 
kalendarza gregoriańskiego.